# Protenor belfragei
Protenor belfragei är en insektsart som beskrevs av Gustaf Emanuel Haglund 1868. Protenor belfragei ingår i släktet Protenor och familjen krumhornskinnbaggar. Inga underarter finns listade i Catalogue of Life.